# Serie Final de la Liga Nacional de Baloncesto 2017
La Serie Final de la Liga Nacional de Baloncesto 2017 fue la serie definitiva para la Liga Nacional de Baloncesto 2017. Los campeones del Circuito Norte, los Metros de Santiago derrotaron a los campeones del Circuito Sureste, los Leones de Santo Domingo en 5 partidos (4-1). Esta fue la primera vez en la historia desde la primera temporada de la liga en 2005 que una serie final se repite de forma consecutiva.
Esta fue la sexta aparición en la Serie Final para los Metros, siendo esta su cuarta aparición consecutiva desde 2014, convirtiéndose en el primer equipo en lograr cuatro apariciones consecutivas a la Serie Final de la liga. Los Metros fueron exitosos en cuatro de sus últimas 5 apariciones. Por el otro lado, esta es la quinta aparición en la Serie Final para los Leones, resultando victoriosos en 2011 y 2016. Esta fue la tercera vez que estos equipos se enfrentan en la Serie Final de la Liga Nacional de Baloncesto y segunda vez bajo el nombre de Leones de Santo Domingo.
La serie se disputó domingo, miércoles y viernes, del 6 al 16 de agosto de 2017. El formato local/visitante de la serie fue el utilizado desde 2011, el formato de ida y vuelta (En Santiago se disputaron los partidos 1, 3 y 5, mientras que en Santo Domingo se jugaron los partidos 2 y 4).

## Trayectoria hasta la Serie Final
Estos son los resultados de ambos equipos desde el comienzo de la temporada:
| Circuito | Equipo                  | Serie regular          | Round Robin           |
| -------- | ----------------------- | ---------------------- | --------------------- |
| Norte    | Metros de Santiago      | 15-5 (1º del circuito) | 5-1 (1º del circuito) |
| Sureste  | Leones de Santo Domingo | 9-11 (2º del circuito) | 5-3 (1º del circuito) |

## Enfrentamientos en serie regular
La serie regular entre estos equipos quedó 2-0 en favor de los Metros, ganando tanto de visitante como de local.
| 24 de mayo de 2017 | Leones de Santo Domingo                                               | 66–74                | Metros de Santiago                                            | |  |
|                    | Parciales: 15 - 18, 17 - 23, 17 - 8, 17 - 25                          |                      |                                                               | |  |
|                    | Estadísticas Yerri Flores 16 M. J. Rhett 15 M. J. Rhett y Y. Flores 4 | Reporte Pts Reb Asts | Estadísticas 24 Frank Gaines 16 Tony Mitchell 3 Miguel Dicent | Pabellón: Polideportivo San Carlos, Santo Domingo, Distrito Nacional Árbitros: Joel Pérez, Carlos Cleto y Joel Mejía |  |

| 24 de junio de 2017 | Metros de Santiago                                                  | 107–82               | Leones de Santo Domingo                                                 | |  |
|                     | Parciales: 17 - 19, 29 - 14, 30 - 23, 31 - 27                       |                      |                                                                         | |  |
|                     | Estadísticas Frank Gaines 31 Eloy Vargas 12 A. de León y R. Glenn 5 | Reporte Pts Reb Asts | Estadísticas 15 H. Walker y J. Araujo 6 tres jugadores 3 Patrick Miller | Pabellón: Gran Arena del Cibao, Santiago de los Caballeros, Santiago Árbitros: Reynaldo Mercedes, Fernando Jorge y Nelson Almonte |  |

## Serie Final
Los horarios corresponden al huso horario de la República Dominicana, UTC-4.

### Partido 1
| 6 de agosto de 2017, 6:00 p. m. | Metros de Santiago                                           | 103–91               | Leones de Santo Domingo                                    | |  |  |
|                                 | Parciales: 28 - 19, 27 - 20, 23 - 27, 25 - 25                |                      |                                                            | |  |  |
|                                 | Estadísticas Robert Glenn 26 Robert Glenn 15 Miguel Dicent 6 | Reporte Pts Reb Asts | Estadísticas 28 M. J. Rhett 9 Sadiel Rojas 8 José Corporán | Pabellón: Gran Arena del Cibao, Santiago de los Caballeros, Santiago Árbitros: Roberto Mota, Joel Pérez y Celestino Pérez |  |  |
| Metros lideran 1-0              |                                                              |                      |                                                            | |  |  |
|                                 |                                                              |                      |                                                            | |  |  |

### Partido 2
| 9 de agosto de 2017, 8:00 p. m. | Leones de Santo Domingo                                    | 90–93                | Metros de Santiago                                                    | |  |  |
|                                 | Parciales: 21 - 30, 17 - 11, 25 - 24, 27 - 28              |                      |                                                                       | |  |  |
|                                 | Estadísticas M. J. Rhett 23 M. J. Rhett 7 Patrick Miller 7 | Reporte Pts Reb Asts | Estadísticas 24 Adris de León 10 E. Vargas y R. Glenn 4 Adris de León | Pabellón: Polideportivo San Carlos, Santo Domingo, Distrito Nacional Árbitros: Reynaldo Mercedes, Robinson Aracena y Paola Cuello |  |  |
| Metros lideran 2-0              |                                                            |                      |                                                                       | |  |  |
|                                 |                                                            |                      |                                                                       | |  |  |

### Partido 3
| 11 de agosto de 2017, 8:00 p. m. | Metros de Santiago                                                    | 119–112              | Leones de Santo Domingo                                                 | |  |  |
|                                  | Parciales: 26 - 37, 28 - 22, 36 - 27, 29 - 26                         |                      |                                                                         | |  |  |
|                                  | Estadísticas A. de León y V. Liz 20 Jeleel Akindele 9 Miguel Dicent 6 | Reporte Pts Reb Asts | Estadísticas 33 Donté Greene 5 M. J. Rhett y S. Rojas 16 Patrick Miller | Pabellón: Gran Arena del Cibao, Santiago de los Caballeros, Santiago Árbitros: Reynaldo Mercedes, Daniel Asencio y Erick Martínez |  |  |
| Metros lideran 3-0               |                                                                       |                      |                                                                         | |  |  |
|                                  |                                                                       |                      |                                                                         | |  |  |

### Partido 4
| 13 de agosto de 2017, 6:00 p. m. | Leones de Santo Domingo                                        | 98–91                | Metros de Santiago                                            | |  |  |
|                                  | Parciales: 20 - 29, 32 - 25, 17 - 14, 29 - 23                  |                      |                                                               | |  |  |
|                                  | Estadísticas Patrick Miller 27 Donté Greene 9 Patrick Miller 8 | Reporte Pts Reb Asts | Estadísticas 19 Jordan Hamilton 7 Robert Glenn 5 Robert Glenn | Pabellón: Polideportivo San Carlos, Santo Domingo, Distrito Nacional Árbitros: Robinson Aracena, Roberto Mota y Davide Ramilli |  |  |
| Metros lideran 3-1               |                                                                |                      |                                                               | |  |  |
|                                  |                                                                |                      |                                                               | |  |  |

### Partido 5
| 16 de agosto de 2017, 8:00 p. m. | Metros de Santiago                                                     | 94–87                | Leones de Santo Domingo                                                 | |  |  |
|                                  | Parciales: 27 - 14, 28 - 26, 20 - 26, 19 - 21                          |                      |                                                                         | |  |  |
|                                  | Estadísticas Robert Glenn 27 E. Vargas y J. Akindele 8 Adris de León 9 | Reporte Pts Reb Asts | Estadísticas 15 D. Greene y J. Guerrero 9 Sadiel Rojas 8 Patrick Miller | Pabellón: Gran Arena del Cibao, Santiago de los Caballeros, Santiago Árbitros: Joel Pérez, Daniel Asencio y Celestino Pérez |  |  |
| Metros ganan la serie 4-1        |                                                                        |                      |                                                                         | |  |  |
|                                  |                                                                        |                      |                                                                         | |  |  |

## Rosters

### Metros de Santiago
| Metros de Santiago               | Metros de Santiago | Metros de Santiago   | Metros de Santiago     |
| #                                | Nombre             | Nacionalidad         | Posición               |
| -------------------------------- | ------------------ | -------------------- | ---------------------- |
| 17                               | Jeleel Akindele    | Nigeria              | Centro (5)             |
| 12                               | Alejandro Carmona  | Puerto Rico          | Delantero de poder (4) |
| 10                               | Adris de León      | República Dominicana | Armador (1)            |
| 9                                | Miguel Dicent      | República Dominicana | Armador (1)            |
| 13                               | Amaury Filión      | República Dominicana | Delantero de poder (4) |
| 23                               | Robert Glenn       | Estados Unidos       | Delantero (3)          |
| 11                               | Jordan Hamilton    | Estados Unidos       | Delantero (3)          |
| 5                                | Víctor Liz         | República Dominicana | Escolta (2)            |
| 7                                | Nehemias Morillo   | República Dominicana | Escolta (2)            |
| 1                                | Ángel Núñez        | República Dominicana | Delantero (3)          |
| 20                               | Joel Ramírez       | República Dominicana | Armador (1)            |
| 16                               | Ricardo Soliver    | República Dominicana | Armador (1)            |
| 30                               | Eloy Vargas        | República Dominicana | Centro (5)             |
| Dirigente: José "Maita" Mercedes |                    |                      |                        |

### Leones de Santo Domingo
| Leones de Santo Domingo  | Leones de Santo Domingo | Leones de Santo Domingo | Leones de Santo Domingo |
| #                        | Nombre                  | Nacionalidad            | Posición                |
| ------------------------ | ----------------------- | ----------------------- | ----------------------- |
| 23                       | Giancarlo Acosta        | República Dominicana    | Delantero (3)           |
| 40                       | Jonathan Araujo         | República Dominicana    | Centro (5)              |
| 8                        | José Corporán           | República Dominicana    | Armador (1)             |
| 3                        | Yerri Flores            | República Dominicana    | Escolta (2)             |
| 5                        | Manuel Fortuna          | República Dominicana    | Armador (1)             |
| 24                       | Donté Greene            | Estados Unidos          | Delantero de poder (4)  |
| 11                       | Juan Guerrero           | República Dominicana    | Delantero de poder (4)  |
| 2                        | Patrick Miller          | Estados Unidos          | Armador (1)             |
| 13                       | Omar Reed               | Estados Unidos          | Delantero (3)           |
| 0                        | M. J. Rhett             | Estados Unidos          | Delantero de poder (4)  |
| 20                       | Melvin Richardson       | República Dominicana    | Delantero de poder (4)  |
| 17                       | Sadiel Rojas            | República Dominicana    | Delantero (3)           |
| 9                        | César Rosario           | República Dominicana    | Armador (1)             |
| 22                       | Erickson Sánchez        | República Dominicana    | Armador (1)             |
| Dirigente: Abraham Disla |                         |                         |                         |

## Estadísticas

### Metros de Santiago
| Jugador           | PJ | PT | MPP  | TC%   | 3P%  | TL%   | RPP | APP | ROB | TPP | PPP  |
| ----------------- | -- | -- | ---- | ----- | ---- | ----- | --- | --- | --- | --- | ---- |
| Jeleel Akindele   | 5  | 0  | 14.1 | 76.5  | 0.0  | 76.5  | 4.8 | 1.4 | 0.4 | 0.8 | 7.8  |
| Alejandro Carmona | 1  | 1  | 34.8 | 50.0  | 66.7 | 0.0   | 2.0 | 1.0 | 0.0 | 0.0 | 14.0 |
| Adris de León     | 5  | 5  | 26.4 | 38.6  | 31.4 | 85.7  | 2.4 | 4.6 | 1.6 | 0.0 | 14.6 |
| Miguel Dicent     | 5  | 0  | 13.0 | 40.0  | 50.0 | 100.0 | 0.8 | 3.2 | 0.2 | 0.2 | 2.8  |
| Amaury Filión     | 2  | 0  | 4.9  | 100.0 | 0.0  | 0.0   | 1.5 | 0.0 | 0.0 | 0.0 | 3.0  |
| Robert Glenn      | 5  | 5  | 32.4 | 64.9  | 0.0  | 65.1  | 8.2 | 3.2 | 1.4 | 0.8 | 20.4 |
| Jordan Hamilton   | 4  | 4  | 29.7 | 46.2  | 50.0 | 83.3  | 5.0 | 2.5 | 1.5 | 0.0 | 16.8 |
| Víctor Liz        | 5  | 5  | 28.7 | 43.9  | 32.1 | 88.2  | 4.2 | 2.6 | 1.6 | 0.0 | 16.4 |
| Nehemias Morillo  | 5  | 0  | 4.1  | 40.0  | 0.0  | 0.0   | 0.0 | 0.0 | 0.4 | 0.0 | 0.8  |
| Ángel Núñez       | 5  | 0  | 9.0  | 35.7  | 16.7 | 75.0  | 1.6 | 0.0 | 0.0 | 0.2 | 3.4  |
| Joel Ramírez      | 1  | 0  | 0.3  | 0.0   | 0.0  | 0.0   | 0.0 | 0.0 | 0.0 | 0.0 | 0.0  |
| Ricardo Soliver   | 5  | 0  | 15.2 | 44.4  | 46.7 | 87.5  | 3.4 | 0.8 | 1.0 | 0.0 | 6.0  |
| Eloy Vargas       | 5  | 5  | 24.3 | 59.4  | 0.0  | 58.3  | 5.8 | 1.0 | 1.0 | 1.4 | 10.4 |

### Leones de Santo Domingo
| Jugador          | PJ | PT | MPP  | TC%  | 3P%  | TL%   | RPP | APP | ROB | TPP | PPP  |
| ---------------- | -- | -- | ---- | ---- | ---- | ----- | --- | --- | --- | --- | ---- |
| Giancarlo Acosta | 5  | 0  | 9.7  | 35.7 | 37.5 | 100.0 | 2.2 | 1.6 | 0.2 | 0.0 | 3.4  |
| Jonathan Araujo  | 5  | 5  | 20.2 | 56.4 | 50.0 | 66.7  | 4.0 | 0.8 | 0.6 | 0.0 | 11.0 |
| José Corporán    | 5  | 1  | 12.1 | 40.0 | 0.0  | 75.0  | 1.4 | 2.4 | 0.8 | 0.0 | 3.0  |
| Yerri Flores     | 3  | 0  | 4.9  | 37.5 | 50.0 | 100.0 | 0.3 | 1.0 | 0.0 | 0.0 | 3.3  |
| Manuel Fortuna   | 5  | 5  | 33.0 | 46.6 | 28.0 | 80.0  | 3.2 | 4.6 | 1.2 | 0.4 | 13.8 |
| Donté Greene     | 4  | 4  | 32.5 | 35.7 | 32.4 | 88.0  | 5.0 | 1.5 | 0.5 | 1.0 | 16.0 |
| Juan Guerrero    | 5  | 0  | 10.5 | 50.0 | 0.0  | 62.5  | 2.4 | 0.2 | 0.6 | 0.2 | 5.4  |
| Patrick Miller   | 4  | 4  | 33.9 | 60.0 | 42.9 | 66.7  | 1.3 | 9.8 | 0.5 | 0.3 | 17.3 |
| Omar Reed        | 1  | 0  | 13.7 | 16.7 | 0.0  | 100.0 | 2.0 | 1.0 | 1.0 | 0.0 | 6.0  |
| M. J. Rhett      | 5  | 5  | 32.9 | 54.3 | 27.3 | 82.64 | 5.8 | 2.4 | 0.6 | 0.4 | 19.6 |
| Sadiel Rojas     | 5  | 1  | 22.9 | 43.3 | 33.3 | 88.9  | 6.4 | 0.8 | 1.2 | 0.2 | 7.6  |